# 山形県道34号新庄戸沢線
山形県道34号新庄戸沢線（やまがたけんどう34ごう しんじょうとざわせん）は、山形県新庄市から最上郡戸沢村に至る県道（主要地方道）である。

## 概要
山形県新庄市市街地と最上郡戸沢村を東西に結ぶ結ぶ路線。国道47号（鶴岡街道）の北に平行して位置し、ほぼJR陸羽西線（奥の細道最上川ライン）と並走する。現道の他に、東北中央道と新庄酒田道路（国道47号新庄南バイパス）の新庄インターチェンジと新庄市中心市街地を連絡する支線（バイパス）があり、新庄市五日町で現道と合流する。

### 路線データ
- 陸上距離：18km
- 起点：新庄市松本（交差点＝国道47号交点）
バイパス起点：山形県新庄市松本（新庄IC）
- 終点：最上郡戸沢村古口（交差点＝国道47号交点）

## 歴史
- 1993年（平成5年）5月11日 - 建設省から、県道新庄戸沢線が新庄戸沢線として主要地方道に指定される[1]。

## 路線状況

### 重複区間
- 国道47号（新庄市松本 - 新庄市鳥越間）

### 道路施設

#### 橋梁
- 金沢橋（新庄市、升形川）
- 落合橋（新庄市、中之川）
- 金沢堺橋（新庄市、升形川）
- 指首野川橋（新庄市、指首野川）
- 戸沢橋（新庄市-戸沢町、鮭川）
- 名高橋（戸沢村、濁沢川）
- 古口大橋（戸沢村、最上川）

#### トンネル
- 升形トンネル

## 地理

### 通過する自治体
- 新庄市
- 最上郡戸沢村

### 交差する道路
- 国道47号
- 山形県道310号瀬見新庄線
- 新庄インターチェンジ - 東北中央自動車道（尾花沢新庄道路・新庄北道路）・新庄南バイパス
- 山形県道32号新庄停車場線
- 山形県道36号新庄次年子村山線
- 国道458号
- 山形県道58号新庄鮭川戸沢線
- 津谷インターチェンジ - 新庄古口道路

### 沿道の施設など
- 新庄警察署
- JR升形駅